# Courbe de niveau
Pour l’article homonyme, voir ligne de niveau.
Ne doit pas être confondu avec Isohypse ou Isobathe.

Le principe des courbes de niveau

Une courbe de niveau (ou isoplèthe d’altitude) est, en cartographie, une ligne formée par les points du relief situés à la même altitude.
C'est aussi la ligne d'intersection d'un plan horizontal avec le relief du terrain. En mathématiques, où l'on emploie plutôt les expressions ligne de niveau, ou courbe implicite, il s'agit d'une des façons de définir le concept général de courbe.
Plus les courbes de niveau sont rapprochées, plus la pente est raide. Entre deux courbes de niveau successives, on admet que la pente est régulière. La distance verticale séparant deux courbes de niveau s'appelle l'équidistance.
On distingue sur la carte :
- les courbes directrices, appelées aussi courbes principales, ou encore courbes "maîtresses qui sont dessinées en trait épais continu et repérées par une indication d'altitude correspondant à une cote ronde. Leur but est de hâter la lecture des altitudes.
- les courbes « traditionnelles » dessinées en trait fin continu.
- les courbes intermédiaires, dessinées en tiretés ou en pointillés sur la carte et qui se situent à la demi-équidistance. On les représente sur la carte uniquement lorsque la pente n'est pas régulière entre deux courbes de niveaux « traditionnelles » ou entre une courbe directrice et une courbe « traditionnelle ».

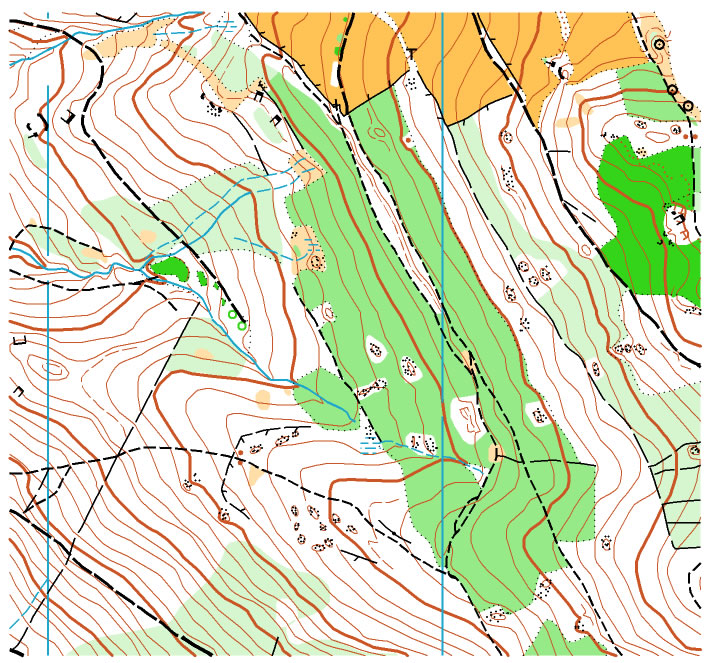
Exemple de carte avec des courbes de niveaux
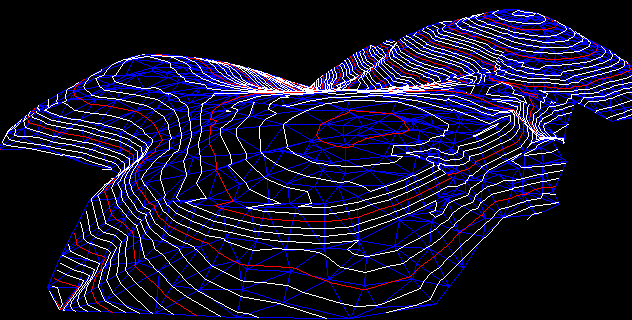
Courbes de niveau numérisées